# Tripterodendron filicifolium
Tripterodendron filicifolium är en kinesträdsväxtart som beskrevs av Radlk. Tripterodendron filicifolium ingår i släktet Tripterodendron och familjen kinesträdsväxter. Inga underarter finns listade i Catalogue of Life.